# 1300
| [ Edytuj tabelę ]                          |                                                             |
| Król Polski                                | - 1300 Wacław II 1305                                       |
| Książę Małopolski                          | - 1291 Wacław II 1305                                       |
| Książę Wielkopolski                        | - 1296 Władysław I Łokietek 1300 - 1300 Wacław II 1305      |
| Król Albanii                               | - 1285 Karol II 1301                                        |
| Współksiążęta Andory                       | - 1295 Guillem de Montcada 1308 - 1278 Roger Bernard I 1302 |
| Król Angkoru                               | - 1295 Indrawarman III 1307                                 |
| Król Anglii                                | - 1272 Edward I 1307                                        |
| Król Aragonii i Walencji, hrabia Barcelony | - 1291 Jakub II Sprawiedliwy 1327                           |
| Margrabia Brandenburgii                    | - 1267 Konrad 1304 - 1267 Otto IV 1308 - 1293 Henryk I 1318 |
| Książę Burgundii                           | - 1272 Robert II 1306                                       |
| Książę Dolnej Bawarii                      | - 1290 Stefan I 1309 - 1290 Otton III 1312                  |
| Książę Górnej Bawarii                      | - 1294 Rudolf I 1317 - 1294 Ludwik III 1340                 |
| Cesarz Bizancjum                           | - 1282 Andronik II Paleolog 1328                            |
| Car Bułgarii                               | - 1299 Czaka 1300 - 1300 Teodor Swetosław 1322              |
| Cesarz Chin                                | - 1294 Temür Öldżejtü 1307                                  |
| Król Cypru                                 | - 1285 Henryk II 1306                                       |
| Król Czech                                 | - 1278 Wacław II 1305                                       |
| Król Danii                                 | - 1286 Eryk Menved 1319                                     |
| Władca Egiptu                              | - 1299 An-Nasir Muhammad 1309                               |
| Cesarz Etiopii                             | - 1299 Uyddym Raad 1314                                     |
| Król Francji                               | - 1285 Filip IV Piękny 1314                                 |
| Hrabia Holandii                            | - 1299 Jan II 1304                                          |
| Cesarz Japonii                             | - 1298 Go-Fushimi 1301                                      |
| Kalif                                      | - 1262 Al-Hakim bi-Amr Allah 1302                           |
| Król Kastylii i Leónu                      | - 1295 Ferdynand IV Pozwany 1312                            |
| Patriarcha Konstantynopola                 | - 1294 Jan XII 1303                                         |
| Władca Korei                               | - 1274 Ch’ungnyŏl 1308                                      |
| Wielki książę litewski                     | - 1295 Witenes 1316                                         |
| Cesarz Majapahitu                          | - 1293 Raden Wijaya 1309                                    |
| Sułtan Maroka                              | - 1286 Abu Jakub Jusuf 1307                                 |
| Książę Mediolanu                           | - 1287 Matteo I Wielki 1302                                 |
| Senior Monako                              | - 1291 Franciszek 1301                                      |
| Książę Moskwy                              | - 1283 Daniel Aleksandrowicz 1303                           |
| Król Nawarry                               | - 1284 Filip I 1305                                         |
| Król Norwegii                              | - 1299 Haakon V Długonogi 1319                              |
| Hrabia Palatynatu                          | - 1294 Rudolf I Wittelsbach 1317                            |
| Papież                                     | - 1294 Bonifacy VIII 1303                                   |
| Król Portugalii                            | - 1279 Dionizy I 1325                                       |
| Sułtan Rumu                                | - 1294 Masud II 1301                                        |
| Książę Rusi halickiej                      | - 1270 Lew I 1300 - 1300 Jerzy I 1308                       |
| Cesarz Rzymski (niemiecki)                 | - 1298 Albrecht I Habsburg 1308                             |
| Książę Saksonii                            | - 1298 Rudolf I 1356                                        |
| Król Serbii                                | - 1282 Stefan Urosz II 1321                                 |
| Król Szwecji                               | - 1290 Birger I Magnusson 1318                              |
| Sułtan Turków                              | - 1299 Osman I 1324                                         |
| Doża Wenecji                               | - 1289 Pietro Gradenigo 1311                                |
| Król Węgier                                | - 1290 Andrzej III 1301                                     |
| Wielki mistrz zakonu krzyżackiego          | - 1297 Gottfried von Hohenlohe 1302                         |

Rok 1300 / MCCC
stulecia: XII wiek ~
XIII wiek ~
XIV wiek

lata: 1290 «
1295 «
1296 «
1297 «
1298 «
1299 «
1300
» 1301
» 1302
» 1303
» 1304
» 1305
» 1310

## Wydarzenia w Polsce
- wrzesień - koronacja, w Gnieźnie, Wacława II na króla Polski. Pozwolenia na koronację udzielił mu nie papież, lecz król Niemiec Albrecht I Habsburg uznając tym samym Polskę za lenno, kraj zależny od Niemiec. Papież Bonifacy VIII nigdy nie uznał tej koronacji.
- Biskup poznański Andrzej Zaremba zwołał do swej siedziby zjazd wielmożów duchownych i świeckich. Podczas nieobecności Władysława Łokietka w Poznaniu zapadła uchwała o pozbawieniu go tronu. W tym czasie król czeski ruszył w pochód i zajął ziemie polskie aż po morze. Nie zdołała mu przeszkodzić nieoczekiwana dywersja ze strony od dawna sprzymierzonych z Łokietkiem Rusinów, którzy uderzyli na Małopolskę.
- miał miejsce najazd litewski na Dobrzyńskie[1].
- Pierwsza wzmianka o mieście Rydułtowy - Rudolphi villa.
- Ukończono budowę Kościoła Mariackiego w Krakowie.
- Wacław II Czeski bezskutecznie oblegał gród w Gostyninie

## Wydarzenia na świecie
- 22 lutego – papież Bonifacy VIII wydał bullę o ustanowieniu roku 1300 Rokiem Jubileuszowym.
- Amsterdam otrzymał prawa miejskie.
- Bizancjum utraciło Azję Mniejszą.

## Zmarli
- Jan Buridan, francuski filozof scholastyczny (zm. 1358)
- Laurence Minot, poeta (zm. ok. 1352)
- Petronela z Troyes, francuska klaryska, błogosławiona katolicka (zm. 1355)
- Andrea Tafi, włoski artysta plastyk (zm. 1325)
- Chihab Addine Abul-Abbas Ahmad ben Fadhl al-Umari, arabski historyk (zm. 1384)

## Urodzili się
- Guido Cavalcanti, pisarz włoski (ur. ok. 1255)
- Czaka, car bułgarski (ur. ?)
- Munio de Zamora, generał zakonu Dominikanów (ur. ?)